# El Marbouh
El Marbouh  (in arabo المربوح‎?) è un centro abitato e comune rurale del Marocco situato nella provincia di El Kelâat Es-Sraghna, regione di Marrakech-Safi. Conta una popolazione di 8 774 abitanti (censimento 2014).